# Stąporków (stacja kolejowa)

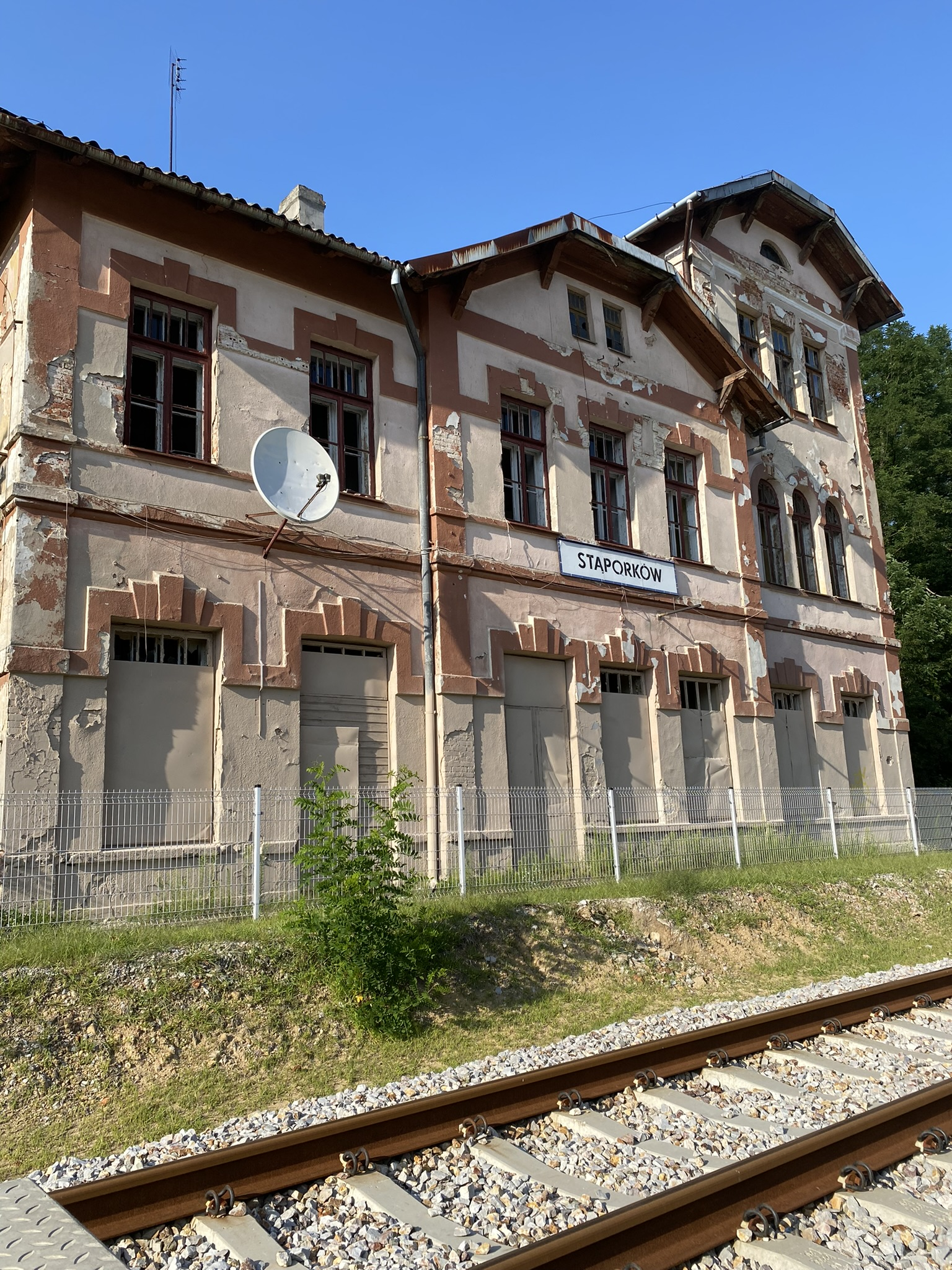
Budynek dworca kolejowego w Stąporkowie

Stąporków – stacja kolejowa w Stąporkowie, w województwie świętokrzyskim, w Polsce. 
Budynek dworca kolejowego z 1885 roku jest wpisany do rejestru zabytków Narodowego Instytutu Dziedzictwa.
Na stacji zatrzymywały się pociągi jeżdżące na trasie ze Skarżyska-Kamiennej do Końskich, Opoczna i Tomaszowa Mazowieckiego. 12 grudnia 2021 roku przywrócono połączenie kolejowe Skarżysko-Kamienna − Tomaszów Mazowiecki. W planach jest elektryfikacja przebiegającej przez Stąporków linii kolejowej.

## Ruch pasażerski
| Rok  | Wymiana pasażerska na dobę |
| ---- | -------------------------- |
| 2017 | –                          |
| 2022 | 20-49                      |